# Директива 2014/40/ЕС
Директива 2014/40/EC, официальное название Директива N 2014/40/ЕС Европейского парламента и Совета Европейского Союза «О сближении законодательных, регламентарных и административных положений государств-членов ЕС в области производства, представления на рынке и продажи табачной продукции и сопутствующих товаров и об отмене Директивы 2001/37/ЕС» (англ. Directive 2014/40/EU of the European Parliament and of the Council of 3 April 2014 on the approximation of the laws, regulations and administrative provisions of the Member States concerning the manufacture, presentation and sale of tobacco and related products and repealing Directive 2001/37/EC) — нормативный акт, которым регулируется порядок производства, продажи табака, установление запретов и акцизов в данной отрасли, а также меры по обеспечению информирования потребителя о влиянии на здоровье табачной продукции. Документ был принят 3 апреля 2014 года в Брюсселе Европарламентом и Советом Европейского союза и вступил в силу 29 мая 2014 года.

## История создания
Реформирование существующей законодательной базы в области регулирования табачной промышленности назревало давно и громкое дело внутри Евросоюза ускорило разработку и принятие обновлённой директивы. Польша при поддержке Румынии подала иск о нарушении принципа пропорциональности при введении ограничений в табачном секторе европейского рынка. При этом, следует добавить, что аналогичные запросы поступили и от Великобритании в деле по иску компании «Totally Wicked», выпускающей электронные сигареты, и компании «Philip Morris». Все истцы в части требования указывали на неоправданные ограничения: требования к упаковке, требования к стандартам электронных сигарет, запрет на производство сигарет с ментолом (к слову, Директива 2001/37/ЕС предусматривает запрет любых ароматических добавок).
После всех вышеописанных событий Европейский Совет и Европейский Парламент подготовили новую Директиву N 2014/40/ЕС, которая и была принята 3 апреля 2014 года и заменила собой положения Директивы 2001/37/ЕС, которая утратила силу. В отличие от ранней версии документа, в новой редакции были исключены пункт 2, 3 статьи 3, п. 3-5 ст. 4, п. 1 ст. 5), подпункт b п. 6 ст. 5, п. 8, ст. 5, третий параграф п. 1, ст. 6, п. 3,4 ст. 6, ст. 12, п. 3, ст. 13, Приложение II (Временные рамки для переноса и реализации отмененных Директив). Нововведение для версии 2014 года стала разработка и утверждение предупреждений об опасности для здоровья в виде надписей и картинок для упаковок реализуемой продукции. Также, нормы Директивы 2014/40/ЕС преследуют целью строгие требования по информации о содержании ингредиентов, по продаже электронных сигарет и травяных изделий для курения, а также продажи табачных изделий посредством сети интернет. Для реализации на практике требований Директивы, законодатель установил временные рамки: до мая 2016 года по основным пунктам и до 2019 года по второстепенным (к, примеру, дизайн упаковки сигарет).

## Характеристика документа

### Структура
- Преамбула (Whereas, состоит из п[5].1-60);
- Раздел I. Общие положения (Title I Common provisions, состоит из Ст[6].1-2);
- Раздел II. Табачная продукция (Title II Tobacco products):
  - Глава I. Компоненты и выделения (CHAPTER I Ingredients and emissions, состоит из С.3-7);
  - Глава II. Маркировка и упаковка (CHAPTER II Labelling and packaging, состоит из С.8-16);
  - Глава III. Табак для внутриротового использования, трансграничные дистанционные способы продажи табачной продукции и новые виды табачной продукции (CHAPTER III Tobacco for oral use, cross-border distance sales of tobacco products and novel tobacco products, состоит из С.17-19);
- Раздел III. Электронные сигареты и растительная продукция для курения (Title III Electronic cigarettes and herbal products for smoking, состоит из С.20-22);
- Раздел IV. Заключительные положения (Title IV Final provisions, состоит из С.23-33);
- Приложение I. Перечень текстовых предупреждений (Annex I List of text warnings);
- Приложение II. Библиотека изображений (Annex II Picture library);
- Приложение III. Корреляционная таблица (Annex III Correlation table)[7][8][4].

### Задачи
В задачи Директивы N 2014/40/ЕС входило устранение противоречивых норм, которые вызвали череду судебных исков, а также сближение законодательных, регламентарных и административных положений государств-членов ЕС. При этом, как и в предыдущей Директиве, в новом документе первостепенное внимание уделялось регулированию выпуска и реализации табачной продукции и сопутствующим материалам. Главенствующая роль отводилась информированию потребителя о влиянии курения на здоровье и выполнение Евросоюзом обязательств, взятых при подписании Рамочная конвенция Всемирной организации здравоохранения по борьбе против табака «FCTC», эксперты которой помогали при разработке вышеупомянутой Директивы.